# Sturm und Drang
Pour les articles homonymes, voir Sturm und Drang (homonymie).

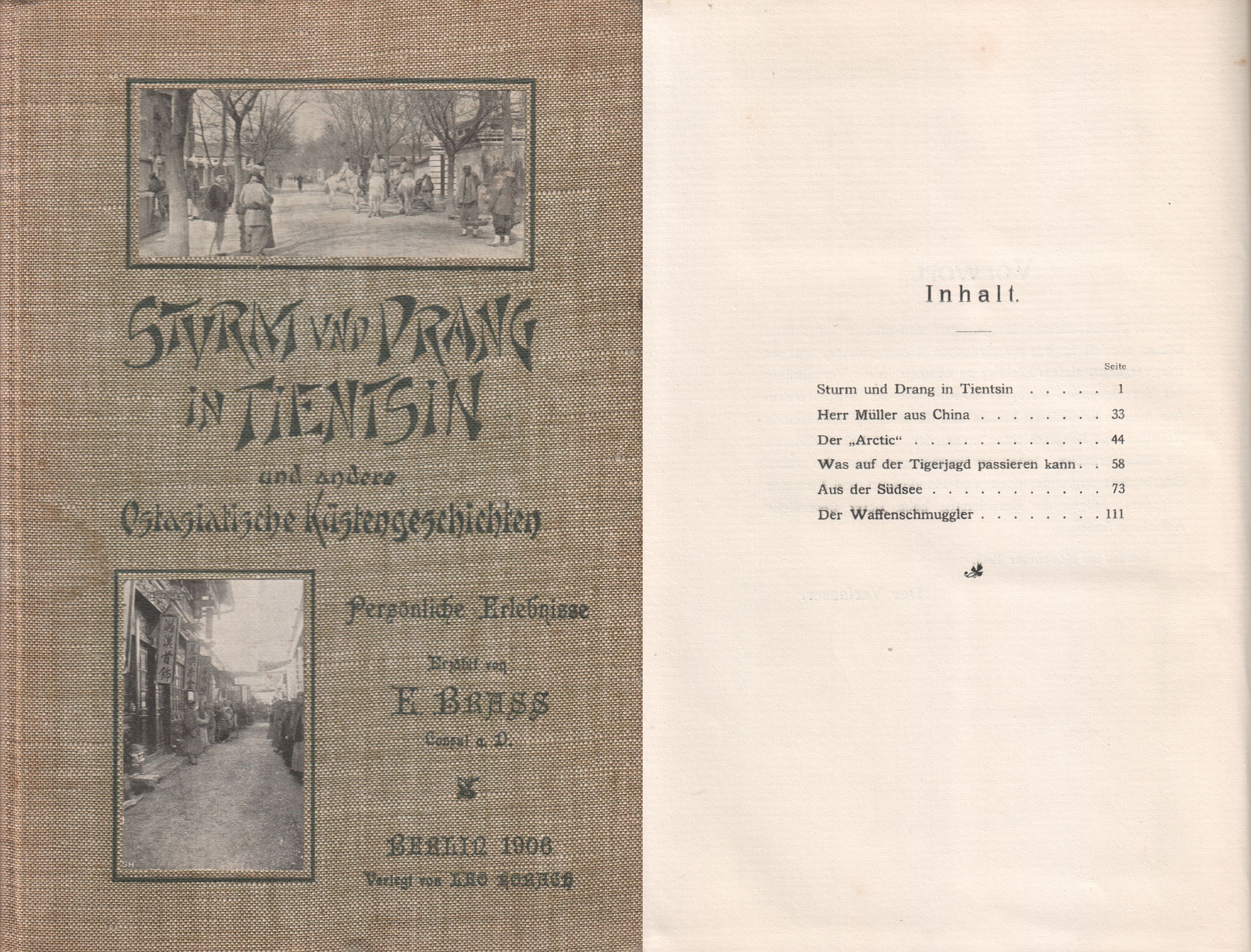
Couverture et table des matières du livre Sturm und Drang in Tientsin und andere Küstengeschichten, expériences personnelles racontées par Emil Brass (Berlin, 1906).

Sturm und Drang /ˈʃtʊɐ̯m ʊnt ˈdʁaŋ/ (litt. « tempête et passion ») est un mouvement politique et littéraire allemand de la seconde moitié du XVIIIe siècle. Il correspond à une phase de radicalisation dans la longue période des Lumières (Aufklärung). Le nom de ce mouvement vient d'une pièce de théâtre de Friedrich Maximilian Klinger dont le titre, peut-être provocateur, fut soufflé en 1776 par le Suisse Christoph Kaufmann (de), un disciple de Lavater. Une tradition historiographique nationaliste ou influencée par le nationalisme allemand a voulu faire de ce mouvement la révolte (nationale) du sentiment, de l'intériorité contre la superficialité abstraite des Lumières. Depuis un texte publié en 1936 par Georg Lukács sur le roman Les Souffrances du jeune Werther (Die Leiden des jungen Werthers), écrit dans la jeunesse de Johann Wolfgang von Goethe, l'idée d'une rationalité profonde du Sturm und Drang s'est imposée. Les spécialistes actuels définissent les relations de ce mouvement à l'Aufklärung comme critique et dynamisation, à l'intérieur des Lumières, en s'appuyant sur une définition du romaniste allemand Werner Krauss.
La première phase du mouvement commence à Strasbourg autour du groupe animé par Herder et Goethe à partir de 1770 et culmine avec les articles du périodique Frankfurter Gelehrte Anzeigen, les essais de Von deutscher Art und Kunst (De la manière et de l'art allemands), le drame historique Götz von Berlichingen et le roman Les Souffrances du jeune Werther. À cette phase historique et esthétique succède en 1775-1776 une phase plus sociale illustrée par les drames de Lenz, Wagner et Klinger. Étant donné la brièveté de la période et le petit nombre de groupes et de protagonistes, la représentation d'un mouvement de jeunes auteurs des années 1770 à 1776 suffit peut-être pour circonscrire la phase collective du Sturm und Drang. Friedrich von Schiller représenterait à lui seul une troisième phase du mouvement, mais les auteurs ont des avis divergents à ce sujet.

## Les idées
La liberté est la valeur centrale. Le mouvement refuse les conventions sociales et morales qui brident l'épanouissement de la personne de même qu'un art moral qui dépeint des personnages éloignés de toute expérience concrète. Le Sturm und Drang s'oppose sur le plan esthétique à la tradition littéraire et artistique dominante et à une influence française, notamment dans le genre dramatique, jugée courtisane et desséchante. Mais l'Allemagne éclatée du Saint-Empire n'est guère favorable à une action nationale ; ainsi, bien que ce mouvement se soit voulu également politique, il n'a été en pratique qu'un courant littéraire. Dans son autobiographie, Goethe a qualifié ce mouvement de « révolution littéraire », à laquelle ses participants auraient contribué de manière consciente et inconsciente.

## Les inspirations
(janvier 2023).
Le mouvement s'inspire beaucoup de Jean-Jacques Rousseau et de William Shakespeare. Le mouvement naît dans une Allemagne où règne l'absolutisme. Götz von Berlichingen est la manifestation d'un patriotisme « impérial » (c'est-à-dire national) contre l'éclatement du Saint-Empire en Villes et États souverains opposés les uns aux autres. Sur le plan politique, ce patriotisme impérial critique aussi l'absolutisme des princes et le gouvernement aristocratique des villes, défendant le point de vue de catégories sociales qui ne sont pas représentées à la diète impériale (les chevaliers d'empire, la petite bourgeoisie cultivée, les étudiants, les officiers, etc.).
Cette volonté de liberté s'accompagne d'un intérêt nouveau pour la nature. Les personnages peuvent laisser s'exprimer leurs sentiments plus librement lorsqu'ils se trouvent seuls dans la nature, mais c'est sur la société qu'ils cherchent à agir et leur vision de la nature est influencée par leur rapport au monde social qui les entoure. La nature est aussi un modèle de création, les auteurs se voudraient aussi créatifs que la nature, on recherche la spontanéité, l'intensité et l'originalité. Les auteurs se doivent d'être des génies (leur talent n'a pas besoin de règles extérieures) plutôt que des poètes savants ayant appris leur art de l'étude.

## Œuvres et auteurs principaux
(janvier 2023).
Friedrich Maximilian Klinger est un des auteurs clés du mouvement.
Les Souffrances du jeune Werther (Die Leiden des jungen Werthers) est considéré comme un des romans les plus importants. Ce premier roman rend Goethe immédiatement célèbre (il a alors 24 ans). La plus grande partie de l'action est racontée sous forme de lettres que Werther écrit à son ami Wilhelm. Werther est un jeune homme qui s'installe à W (Wetzlar) pour peut-être y faire carrière. Là, il se promène dans la nature pour la dessiner car il se croit artiste. Un jour il est invité à un bal au cours duquel il rencontre une jeune femme prénommée Charlotte (Lotte), fille d'un bailli, qui depuis la mort de sa mère s'occupe de ses frères et de ses sœurs. Werther sait depuis le début que Charlotte est engagée à Albert. Cependant Werther tombe immédiatement amoureux de la jeune fille, qui partage avec lui les goûts de sa génération, en particulier pour la poésie enthousiaste et sensible de Klopstock. Werther, qui lit Homère dans les débuts heureux du livre, passe à la poésie nébuleuse et mélancolique d'Ossian. Expérience humiliante, il est contraint de quitter une société quand on lui fait observer que les roturiers n'y sont pas admis. Le suicide de Werther est inspiré de celui du jeune Jerusalem à Wetzlar, fils d'un théologien luthérien célèbre, son amour malheureux de l'attraction qu'éprouva un temps le jeune Goethe pour Charlotte Buff. Dans le roman, de nombreux faits réels sont transposés, par exemple l'exemplaire de la tragédie Emilia Galotti de Lessing sur le pupitre de Werther au moment de son suicide (critique implicite du sentimentalisme un peu formel de la phase précédente des Lumières) ainsi que la dernière phrase du livre, directement prise dans la lettre écrite par Johann Christian Kestner, le modèle réel du mari de Charlotte, un homme estimable et cultivé, et qui nota à propos de l'enterrement du jeune Jerusalem : « Aucun prêtre ne l'a accompagné » (« Kein Geistlicher hat ihn begleitet »).
On trouve aussi Jakob Michael Reinhold Lenz, le plus grand talent avec Goethe, Heinrich Leopold Wagner et Klinger. Johann Gottfried Herder fut l'idéologue du mouvement à ses débuts ; son maître Johann Georg Hamann n'y prit pas une part directe. Herder joua un rôle particulier : il mit en avant la poésie populaire et recueillit des chansons populaires de différents pays dans Les Voix des peuples dans leurs chants.
Une autre figure emblématique de ce mouvement fut Friedrich Gottlieb Klopstock, qui représenta au début un modèle (vite dépassé).
Le Göttinger Hain (le « bosquet de Goettingen »), autrefois rattaché au Sturm und Drang en est de nos jours distingué : l'enthousiasme national des Stolberg, de Johann Heinrich Voss et de Ludwig Hölthy diverge de la tendance sociale et critique des Lenz et Wagner, même s'il partage certains modèles, à commencer par celui de Klopstock. Cet enthousiasme national reste cependant marqué par les Lumières : peu d'auteurs du Göttinger Hain basculèrent dans le nationalisme virulent qui s'exprima durant l'ère napoléonienne.
Les fictions du Sturm und Drang mettent en scène des conflits sociaux entre un individu et la société, mais aussi à l'intérieur de la société, voire de la famille. Les personnages les plus typiques du Sturm und Drang sont victimes du mauvais fonctionnement de la société, de la violence sexuelle exercée par des jeunes hommes qu'on empêche de se marier ou d'avoir une vie sexuelle (les soldats, les étudiants), de ses conséquences (le viol, l'infanticide commis par les jeunes mères), de la jalousie entre frères (à cause des privilèges de l'aîné par rapport au cadet), de l'arrogance des aristocrates vis-à-vis des roturiers, de la brutalité autoritaire des pères de famille dans les classes inférieures de la société, de la puissance de préjugés de toutes sortes. Le refus des traditions et conventions littéraires liées à l'emprise (assez superficielle en Allemagne) de la doctrine classique conduit les auteurs à l'exploration des formes théâtrales nouvelles et d'un élargissement du champ lexical dans tous les genres, de la vulgarité à la description la plus sublime de la nature ou des sentiments.